# Дубовской, Дмитрий Александрович
Дми́трий Алекса́ндрович Дубовско́й (21 февраля 1987, Борисов) — российский волейболист, доигровщик.

## Биография
Дмитрий Дубовской начал заниматься волейболом в возрасте 9 лет в Смоленске у Олега Владимировича Ануфриева. В профессиональный спорт попал в 15 лет.
Выступал за команду СГАФК-«Феникс» (Смоленск), с которой в 2005 году стал победителем первенства России среди команд первой лиги, а в следующем сезоне — чемпионата высшей лиги «Б».
Параллельно обучался в Смоленском филиале Московского энергетического института. На первом курсе института переехал в Москву, где продолжил карьеру в «Динамо» и на протяжении трёх сезонов был капитаном второй команды, выступавшей в высшей лиге «А». Привлекался в первую команду, принимал участие в матчах Лиги чемпионов и стал обладателем Суперкубка России-2008.
В 2009 году Дмитрий окончил Смоленский филиал Московского энергетического института, получив высшее образование в области программирования в экономике.
С 2010 по 2012 год провёл два сезона в волейбольном клубе МГТУ. Следующим этапом волейбольной карьеры стал контракт с «Тюменью». В её составе в сезоне-2012/13 стал чемпионом России среди команд высшей лиги «А» и следующий сезон провёл в Суперлиге. По итогам 2013 года стал одним из лауреатов конкурса «Спортивная элита Тюменской области» в номинации «Лучший спортсмен по командным игровым видам спорта».
Сезон 2015—2016 выступал за питерский «Автомобилист».
С 2016 года основной бомбардир Ливанской Захры, в составе которой завоевал бронзу в чемпионате Ливана.
В 2017 году уехал в Казахстан, г. Хром-Тау, где выступал за местный «Казхром».
С 2018 года занимается развитием пляжного волейбола в Тюмени.